# Tim Paterson
Tim Paterson (1 juni 1956) is een Amerikaanse computerprogrammeur. Hij is het meest bekend als de auteur van het besturingssysteem MS-DOS.

## Biografie
Na zijn opleiding aan de Universiteit van Washington werkte Paterson als reparateur voor een computerwinkel in Seattle. Nadat hij in juni 1978 magna cum laude was afgestudeerd ging hij voor Seattle Computer Products (SCP) werken, als ontwerper en technicus.
Een maand later bracht Intel de 8086-chip uit. Paterson begon een S-100 8086-bord te ontwerpen, dat vanaf november 1979 te koop was. De enige commerciële software voor het bord was een versie van Microsoft BASIC, en bij gebrek aan een echt besturingssysteem liep de verkoop niet hard. Om dat gat te vullen begon Paterson in april 1980 aan QDOS te werken. Dit telde ongeveer 4.000 regels aan 8086-assemblercode en de API's waren voor het overgrote deel uitwisselbaar met die van het populaire besturingssysteem CP/M. Versie 0.10 was in juli 1980 af.
In december 1980 kocht Microsoft een licentie van QDOS. Paterson verliet SCP in april 1981 en werkte van mei 1981 tot april 1982 voor Microsoft. Na een korte tijd weer bij SCP te hebben gewerkt, begon hij zijn eigen bedrijf, Falcon Technology, dat in 1986 werd opgekocht door Microsoft. Hij werkte van 1986 tot 1988 opnieuw bij Microsoft en tussen 1990 en 1998 nogmaals. Tijdens die laatste periode werkte hij aan Visual Basic en de Microsoftversie van Java.
Hierna begon Paterson weer een nieuw softwarebedrijf, Paterson Technology. Hij verscheen ook diverse keren in het televisieprogramma Battlebots, waarin radiografisch bestuurde robots tegen elkaar vochten. Ook nam hij deel aan de SCCA Pro Rally.